# Cronista-Mor do Reino

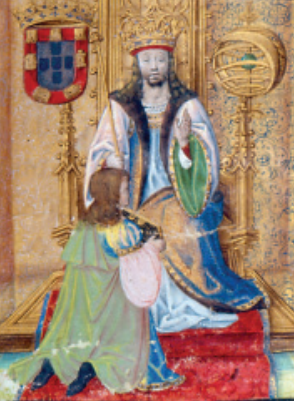
O Cronista-Mor Rui de Pina oferece a D. Manuel I a sua Crónica d'El-Rei D. João II, c. 1497-1504.

Cronista-mor era um cargo do Reino de Portugal.
O primeiro a ocupar o cargo foi Fernão Lopes, em 1434, encarregado por D. Duarte de escrever a crónica dos reis portugueses. O posto foi extinguido oficialmente em 30 de novembro de 1842.

## Lista de Cronistas-Mores do Reino
São indicadas as datas de nomeação para o cargo de cronista-mor:
1. 1434 – Fernão Lopes
2. 1459 – Gomes Eanes de Zurara
3. 1486 – Vasco Fernandes Lucena
4. 1497 – Rui de Pina
5. 1525 – Fernão de Pina
6. 1550 – D. António Pinheiro (nomeado, porém não exerceu o cargo)
7. 1593 – Francisco de Andrade
8. 1614 – Fr. Bernardo de Brito O.Cist
9. 1618 – João Baptista Lavanha
10. 1625 – D. Manuel de Meneses
11. 1630 – Fr. António Brandão O.Cist
12. 1644 – Fr. Francisco Brandão O.Cist
13. 1682 – Fr. Rafael de Jesus O.S.B.
14. 1695 – José de Faria
15. 1709 – Fr. Bernardo de Castelo Branco O.Cist
16. 1726 – Fr. Manuel dos Santos O.Cist
17. 1740 – Fr. Manuel da Rocha O.Cist
18. 1745 – Fr. António Botelho O.Cist
19. 1747 – Fr. José da Costa O.Cist
20. 1755 – Fr. António Caldeira O.Cist
21. 1784 – Fr. António da Mota O.Cist
22. 1807 – Fr. João Huet O.Cist
23. 1822 – João Bernardo da Rocha Loureiro
24. 1823 – Fr. Cláudio da Conceição
25. 1835 – João Bernardo da Rocha Loureiro
26. 1838 – João Baptista de Almeida Garrett

Almeida Garrett é demitido do cargo em 1841, após criticar violentamente o ministro António José de Ávila, e o cargo não é provido. Em 1842, por Decreto de 30 de Novembro, de Costa Cabral, o cargo de Cronista-Mor do Reino é aglutinado ao de Guarda-Mor da Torre do Tombo.